# PGC 1545973
LEDA/PGC 1545973 ist eine Spiralgalaxie im Sternbild Bärenhüter am Nordsternhimmel. Sie ist schätzungsweise 1,6 Milliarden Lichtjahre von der Milchstraße entfernt und hat einen Durchmesser von etwa 110.000 Lichtjahren. Vom Sonnensystem aus entfernt sich das Objekt mit einer errechneten Radialgeschwindigkeit von näherungsweise 35.000 Kilometern pro Sekunde.
Im selben Himmelsareal befinden sich unter anderem die Galaxien IC 999, PGC 1545405, PGC 1545964, PGC 1547017.